# 한산도 대첩
한산도 대첩은 1592년 8월 15일에 발생했다.  조선의 제독 이순신의 함대는 일본 함선 약 100척을 격파하고 일본의 남해안 해상 작전을 저지했다.

## 배경
이억기는 1592년 8월 10일(양력) 여수에서 이순신과 합류했다. 1592년 8월 12일(양력) 그들은 노량에서 원균과 만나 총 56척의 전함을 갖춘 연합 함대를 이루었다. 당포에서 그들은 부산에서 서쪽으로 항해하는 일본 함대에 대한 소식을 들었다. 와키자카 야스하루의 함대 73척은 견내량에 진입했다.

## 전투

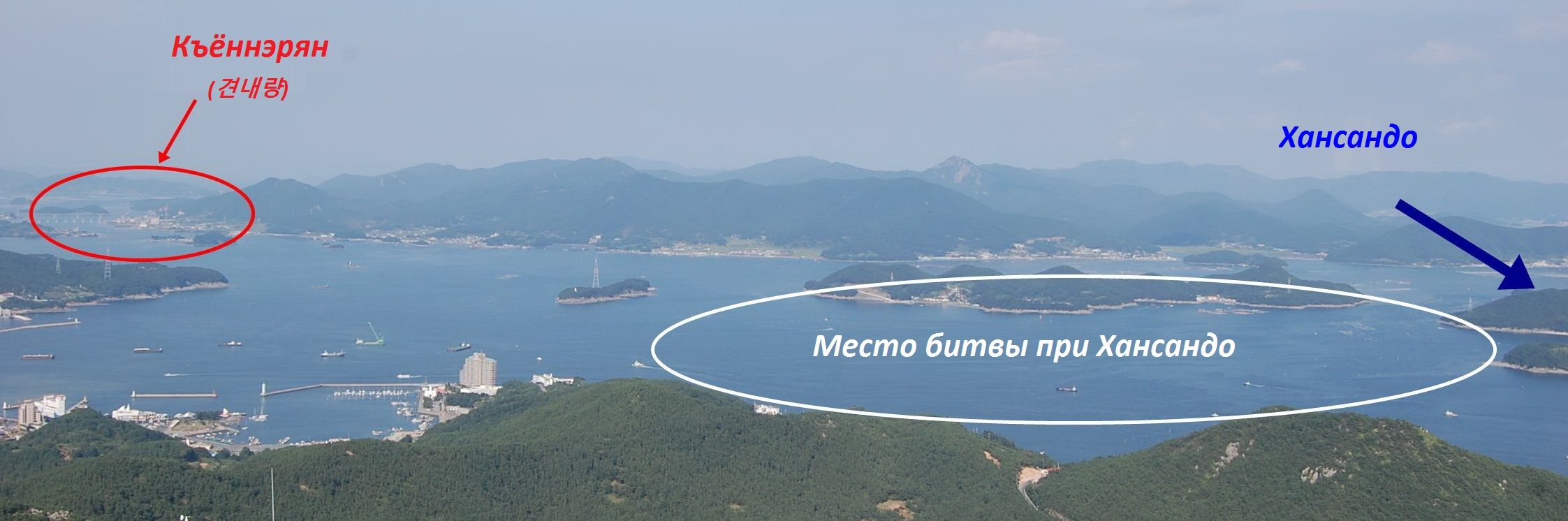
해전이 벌어진 한산도 연안 해역

8월 15일(음력 7월 8일), 이순신의 함대는 일본 정찰선을 만나 추격했으나, 견내량에서 대규모 일본 전함을 발견하고 추격을 중단했다. 이순신은 소규모 함대를 보내 일본 함대를 유인했고, 일본군은 유인책에 걸려 한산도 앞바다로 따라 들어왔다. 조선 함대는 2척의 거북선과 같은 대형 전함을 중앙에, 경량 전함을 양익에 배치하여 학익진을 펼쳤다. 양측 함대가 전투에 돌입했고, 일본 함선들은 격파되었으며 그들의 무기는 조선 함선에 아무런 피해도 주지 못했다. 전투는 하루 종일 계속되었고, 조선군이 추격에 지쳐 다시 공해로 돌아갈 때까지 이어졌다. 전투에 참여하지 않은 일본 함선 14척은 도주했고, 나머지는 모두 파괴되었다. 와키자카 야스하루는 김해로 퇴각하는 데 성공했다.
일본군의 패배 소식은 몇 시간 안에 부산에 도달했고, 두 일본 사령관인 구키 요시타카와 가토 요시아키는 즉시 42척의 함선을 이끌고 안골포 항으로 항해했으며, 그곳에서 조선 함대와 해안 가까이에서 대결하기를 희망했다.
이순신은 8월 15일에 그들의 움직임에 대한 소식을 듣고 안골포로 나아가 그들을 맞섰다. 이번에는 일본군이 조선군을 공해로 따라 들어오려 하지 않고 해안에 머물렀다. 그들은 유인책에 걸려들지 않았다. 이에 조선 함대는 전진하여 정박해 있는 일본 함대를 수 시간 동안 포격했고, 일본군은 내륙으로 퇴각했다. 나중에 일본군은 돌아와 작은 배를 타고 도주했다. 구키와 가토 모두 전투에서 살아남았다.

## 영향
원균은 작은 섬에 고립된 일본군을 소탕하기 위해 남겨졌으나, 대규모 일본 함대가 접근하고 있다는 허위 보고를 받고 도주했다. 일본군은 파괴된 함선의 잔해로 만든 뗏목을 이용해 해안으로 표류해 갔다. 8월 23일, 도요토미 히데요시는 해군 지휘관 도도 다카토라에게 조선에서의 작전을 강화하고 부산에서의 해군 작전을 중단하라고 명령했다.

## 국제적 인정
영국 해군 부제독 조지 알렉산더 발라드 (1862–1948)는 한산도 대첩에서 이순신 제독의 연승을 높이 평가했다:
"이것은 위대한 조선 제독의 최고의 위업이었다. 불과 6주(실제로는 1592년 5월 7일 – 1592년 7월 7일 약 9주) 만에 그는 해전 역사상 전례 없는 일련의 성공을 달성했다. 적의 주력 함대를 파괴하고, 그의 [히데요시의] 통신선을 끊었으며, 그의 호송대를 쓸어버리고, 전장에서 그의 승리한 군대의 상황을 위태롭게 만들었으며, 그의 야심 찬 계획을 완전히 좌절시켰다. 넬슨, 블레이크, 또는 장 바르도 이 작고 잔인하게 억압받는 나라의 거의 알려지지 않은 대표자가 해낸 것 이상을 할 수 없었을 것이다. 그리고 그의 기억이 그의 고향 밖에서는 아무데도 남아 있지 않다는 것은 유감스러운 일이다. 왜냐하면 어떤 공정한 심판관도 그가 타고난 지도자 중 한 명으로 인정받을 권리를 부정할 수 없기 때문이다."
역사학자 헐버트 또한 이 해전을 다음과 같이 평가하며 찬양했다.
"이것은 조선의 살라미스 해전이다. 이 해전은 도요토미 히데요시의 조선 침략에 대한 사형 선고이다."

## 같이 보기
- 제1차 진주성 전투
- 행주대첩
- 명량 해전

## 참고 자료
- Alagappa, Muthiah (2003), 《Asian Security Order: Instrumental and Normative Features》, Stanford University Press, ISBN 0-8047-4629-X
- Arano, Yasunori (2005), 《The Formation of a Japanocentric World Order》, International Journal of Asian Studies
- Brown, Delmer M. (May 1948), “The Impact of Firearms on Japanese Warfare, 1543–1598”, 《The Far Eastern Quarterly》 (Association for Asian Studies) 7 (3): 236–53, doi:10.2307/2048846, JSTOR 2048846, S2CID 162924328
- Eikenberry, Karl W. (1988), “The Imjin War”, 《Military Review》 68 (2): 74–82
- Ha, Tae-hung; Sohn, Pow-key (1977), 《'Nanjung Ilgi: War Diary of Admiral Yi Sun-sin》, Yonsei University Press, ISBN 89-7141-018-3
- Haboush, JaHyun Kim (2016), 《The Great East Asian War and the Birth of the Korean Nation》
- Hawley, Samuel (2005), 《The Imjin War》, The Royal Asiatic Society, Korea Branch/UC Berkeley Press, ISBN 89-954424-2-5
- Jang, Pyun-soon (1998), 《Noon-eu-ro Bo-nen Han-gook-yauk-sa 5: Gor-yeo Si-dae (눈으로 보는 한국역사 5: 고려시대), Park Doo-ui, Bae Keum-ram, Yi Sang-mi, Kim Ho-hyun, Kim Pyung-sook, et al., Joog-ang Gyo-yook-yaun-goo-won. 1998-10-30. Seoul, Korea.》
- Kim, Ki-chung (Fall 1999), “Resistance, Abduction, and Survival: The Documentary Literature of the Imjin War (1592–8)”, 《Korean Culture》 20 (3): 20–29
- Kim, Yung-sik (1998), “Problems and Possibilities in the Study of the History of Korean Science”, 《Osiris》, 2nd Series 13: 48–79, doi:10.1086/649280, JSTOR 301878, S2CID 143724260
- 桑田忠親 [Kuwata, Tadachika], ed., 舊參謀本部編纂, [Kyu Sanbo Honbu], 朝鮮の役 [Chousen no Eki]　(日本の戰史 [Nihon no Senshi] Vol. 5), 1965.
- Neves, Jaime Ramalhete (1994), “The Portuguese in the Im-Jim War?”, 《Review of Culture》 18: 20–24
- Niderost, Eric (June 2001), “Turtleboat Destiny: The Imjin War and Yi Sun Shin”, 《Military Heritage》 2 (6): 50–59, 89
- Niderost, Eric (January 2002), “The Miracle at Myongnyang, 1597”, 《Osprey Military Journal》 4 (1): 44–50
- Park, Yune-hee (1973), 《Admiral Yi Sun-shin and His Turtleboat Armada: A Comprehensive Account of the Resistance of Korea to the 16th Century Japanese Invasion》, Shinsaeng Press
- Rockstein, Edward D. (1993), 《Strategic And Operational Aspects of Japan's Invasions of Korea 1592–1598 1993-6-18》, Naval War College
- Sadler, A. L. (June 1937), “The Naval Campaign in the Korean War of Hideyoshi (1592–1598)”, 《Transactions of the Asiatic Society of Japan》, Second Series 14: 179–208
- Sansom, George (1961), 《A History of Japan 1334–1615》, Stanford University Press, ISBN 0-8047-0525-9
- Sohn, Pow-key (April–June 1959), “Early Korean Painting”, 《Journal of the American Oriental Society》 79 (2): 96–103, doi:10.2307/595851, JSTOR 595851
- Stramigioli, Giuliana (December 1954), “Hideyoshi's Expansionist Policy on the Asiatic Mainland”, 《Transactions of the Asiatic Society of Japan》, Third Series 3: 74–116
- Strauss, Barry (Summer 2005), “Korea's Legendary Admiral”, 《MHQ: The Quarterly Journal of Military History》 17 (4): 52–61
- Swope, Kenneth M. (2006), “Beyond Turtleboats: Siege Accounts from Hideyoshi's Second Invasion of Korea, 1597–1598”, 《Sungkyun Journal of East Asian Studies》 (Academy of East Asian Studies) 6 (2): 177–206
- Swope, Kenneth M. (2005), “Crouching Tigers, Secret Weapons: Military Technology Employed During the Sino-Japanese-Korean War, 1592–1598”, 《The Journal of Military History》 69: 11–42, doi:10.1353/jmh.2005.0059, S2CID 159829515
- Swope, Kenneth M. (December 2002), “Deceit, Disguise, and Dependence: China, Japan, and the Future of the Tributary System, 1592–1596”, 《The International History Review》 24 (4): 757–1008, doi:10.1080/07075332.2002.9640980, S2CID 154827808
- Swope, Kenneth M. (2009), 《A Dragon's Head and a Serpent's Tail: Ming China and the First Great East Asian War, 1592–1598》, University of Oklahoma Press
- Turnbull, Stephen (2002), 《Samurai Invasion: Japan's Korean War 1592–98》, Cassell & Co, ISBN 0-304-35948-3
- Turnbull, Stephen (2008), 《The Samurai Invasion of Korea 1592–98》, Osprey Publishing Ltd
- Turnbull, Stephen (1998), 《The Samurai Sourcebook》, Cassell & Co, ISBN 1-85409-523-4
- Villiers, John (1980), 《SILK and Silver: Macau, Manila and Trade in the China Seas in the Sixteenth Century》 (PDF) (A lecture delivered to the Hong Kong Branch of the Royal Asiatic Society at the Hong Kong Club. 10 June 1980), The HKUL Digital Initiatives
- Yi, Min-woong (2004), 《Imjin Wae-ran Haejeonsa: The Naval Battles of the Imjin War [임진왜란 해전사]》, Chongoram Media [청어람미디어], ISBN 89-89722-49-7